# 武蔵野美術学園
武蔵野美術学園（むさしのびじゅつがくえん）は、1969年から2018年まで、東京都武蔵野市に所在した、実技専修の各種学校。学校法人武蔵野美術大学が運営する美術学校であり、帝国美術学校以来の美術の伝統校であった。2018年からは渋谷ファッション&アート専門学校に運営が引き継がれている。

## 沿革
武蔵野美術学園は、武蔵野美術大学と同じ学校法人の組織であり、創立は1929年の帝国美術学校の吉祥寺開校にさかのぼる。短大、大学は設立後、小平校舎に移転したが、帝国美術学校は武蔵野美術学校と名を変え、その後、1969年、武蔵野美術学園と名称変更、2018年まで創立当初の吉祥寺校舎を使用し、存続していた。2016年2月、校舎の老朽化などが理由で、2018年3月に廃校と発表され、各種学校として89年、武蔵野美術学園として49年の歴史に幕を閉じた。
2018年からは田中千代ファッションカレッジが教育課程と人材を引き継ぎ、渋谷の新校舎にて従来のファッション部門と新設のアート部門を合わせた専門学校として学校名称変更をし、「渋谷ファッション&アート専門学校」として運営している。

## 教育課程
2018年3月の廃校直前の教育課程は、造形芸術科、メディア表現科2科の中に5専攻2コースを有する状態だった。造形芸術科には、絵画、彫刻、日本画、版画の4専攻があり、絵画専攻内に水彩・パステルコースがあった。メディア表現科には、イラストレーションの1専攻があり、専攻内に絵本コースがあった。それぞれ、基礎課程、専門課程、研究課程の三年編成。なお、本科は週4日の授業を行うが、2年間で1課程を修了できる2日制というシステムもあった。

## 歴代学園長
1. 清水多嘉示  （1969.4-1973.3）名誉教授、彫刻家
2. 三雲祥之助  （1973.4-1982.1）名誉教授、洋画家
3. 山口長男  （1982.2-1983.4）名誉教授、洋画家
4. 塩出英雄  （1985.2-1991.1）名誉教授、日本画家
5. 岡井睦明  （1991.2-1996.8）名誉教授、グラフィックデザイナー
6. 磯辺辰夫  （1997.2-2001.3）名誉教授、洋画家
7. 酒井道夫  （2001.7-2009.6）教授（当時・現在は名誉教授）、造形理論家（編集デザイン）
8. 丸亀敏邦  （2009.7-2018.3）大学校友会役員、経営コンサルタント

## 備考
学校関係者には通称『旧ムサビ』『ガクエン』と呼ばれることが多い。